# Chitwoodia tenuipharyngealis
Chitwoodia tenuipharyngealis is een rondwormensoort uit de familie van de Tubolaimoididae. De wetenschappelijke naam van de soort is voor het eerst geldig gepubliceerd in 1993 door Tchesunov.